# Wereldkampioenschap voetbal 1958 (kwalificatie CCCF/NAFC)
In totaal schreven 6 landen van de NAFC en CCCF zich in om mee te doen aan de kwalificatie van het Wereldkampioenschap voetbal 1958. De landen werden verdeeld in 2 groepen, de winnaars van deze groepen zouden zich plaatsen voor de finaleronde. Het kwalificatietoernooi duurde van 10 februari 1957 tot en met 27 oktober 1957.

## Gekwalificeerd land
| FIFA-lid | Confederatie | Kwalificatie | Aantal dln. (inclusief 1958) | Dln. op rij | Eerste dln. | Laatste dln. | Titels (exclusief 1958) | Beste prestatie |
| -------- | ------------ | ------------ | ---------------------------- | ----------- | ----------- | ------------ | ----------------------- | --------------- |
| Mexico   | CONCACAF     | Finaleronde  | 4e                           | 3           | 1930        | 1954         | 0                       | Groepsfase      |

## Groepen en wedstrijden
Legenda

### Groep 1
| Pos | Land             | Wed | Win | Gel | Ver | DV | DT | +/− | Pnt |
| --- | ---------------- | --- | --- | --- | --- | -- | -- | --- | --- |
| 1   | Mexico           | 4   | 4   | 0   | 0   | 18 | 2  | +16 | 8   |
| 2   | Canada           | 4   | 2   | 0   | 2   | 8  | 8  | 0   | 4   |
| 3   | Verenigde Staten | 4   | 0   | 0   | 4   | 5  | 21 | –16 | 0   |

|              |                                                            |       |                  |                                                                            |
| 7 april 1957 | Mexico                                                     | 6 – 0 | Verenigde Staten | Mexico-Stad, Mexico Toeschouwers: 60.000 Scheidsrechter: Van Rosberg (AHO) |
| 7 april 1957 | C. Gutiérrez 14', 26' Reyes 33', 69', 76' H. Hernández 63' |       |                  | Mexico-Stad, Mexico Toeschouwers: 60.000 Scheidsrechter: Van Rosberg (AHO) |

|               |                   |       |                                                                             |                                                                                |
| 28 april 1957 | Verenigde Staten  | 2 – 7 | Mexico                                                                      | Long Beach, Verenigde Staten Toeschouwers: 12.500 Scheidsrechter: Morgan (CAN) |
| 28 april 1957 | E. Murphy 5', 45' |       | 22', 36', 82' A. Hernández 38' C. Gutiérrez 65', 87' H. Hernández 79' Sesma | Long Beach, Verenigde Staten Toeschouwers: 12.500 Scheidsrechter: Morgan (CAN) |

|              |                                                    |       |                   |                                                                                  |
| 22 juni 1957 | Canada                                             | 5 – 1 | Verenigde Staten  | Varsity Stadium Toronto, Canada Toeschouwers: 5.167 Scheidsrechter: Sadler (CAN) |
| 22 juni 1957 | McLeod 32' Philley 35' Hughes 55', 80' Stewart 57' |       | Keough 35' (pen.) | Varsity Stadium Toronto, Canada Toeschouwers: 5.167 Scheidsrechter: Sadler (CAN) |

|              |                                      |       |        |                                                       |
| 30 juni 1957 | Mexico                               | 3 – 0 | Canada | Mexico-Stad, Mexico Scheidsrechter: Van Rosberg (AHO) |
| 30 juni 1957 | C. González 5', 72' C. Gutiérrez 46' |       |        | Mexico-Stad, Mexico Scheidsrechter: Van Rosberg (AHO) |

|             |                           |       |        |                                                       |
| 3 juli 1957 | Mexico                    | 2 – 0 | Canada | Mexico-Stad, Mexico Scheidsrechter: Van Rosberg (AHO) |
| 3 juli 1957 | C. Gutiérrez 8' Sesma 28' |       |        | Mexico-Stad, Mexico Scheidsrechter: Van Rosberg (AHO) |

|             |                           |       |                                    |                                                                                   |
| 6 juli 1957 | Verenigde Staten          | 2 – 3 | Canada                             | St. Louis, Verenigde Staten Toeschouwers: 1.500 Scheidsrechter: Lutostanski (USA) |
| 6 juli 1957 | Mendoza 42' J. Murphy 80' |       | 9' Philley 14' Steckiw 25' Stewart | St. Louis, Verenigde Staten Toeschouwers: 1.500 Scheidsrechter: Lutostanski (USA) |

### Groep 2
| Pos | Land       | Wed | Win | Gel | Ver | DV | DT | +/− | Pnt |
| --- | ---------- | --- | --- | --- | --- | -- | -- | --- | --- |
| 1   | Costa Rica | 4   | 4   | 0   | 0   | 15 | 4  | +11 | 8   |
| 2   | Curaçao    | 3   | 1   | 0   | 2   | 4  | 7  | –3  | 2   |
| 3   | Guatemala  | 3   | 0   | 0   | 3   | 4  | 12 | –8  | 0   |

|                  |                          |       |                                                          |                                                          |
| 10 februari 1957 | Guatemala                | 2 – 6 | Costa Rica                                               | Guatemala-Stad, Guatemala Scheidsrechter: Sundheim (COL) |
| 10 februari 1957 | Vickers 19' Espinoza 87' |       | 11', 28', 38' Hernán 17' Jiménez 48' Montero 78' Murillo | Guatemala-Stad, Guatemala Scheidsrechter: Sundheim (COL) |

|                  |                                                |             |                     |                                                   |
| 17 februari 1957 | Costa Rica Jiménez 12' Cordero 28' Herrera 65' | 3 – 1 (66') | Guatemala 61' López | San José, Costa Rica Scheidsrechter: Orrego (COL) |
| 17 februari 1957 |                                                |             |                     | San José, Costa Rica Scheidsrechter: Orrego (COL) |

|              |                                   |       |         |                                                    |
| 3 maart 1957 | Costa Rica                        | 4 – 0 | Curaçao | San José, Costa Rica Scheidsrechter: McKenna (ENG) |
| 3 maart 1957 | Herrera 16', 63' Murillo 35', 67' |       |         | San José, Costa Rica Scheidsrechter: McKenna (ENG) |

|               |           |       |                               |                                                          |
| 14 maart 1957 | Guatemala | 1 – 3 | Curaçao                       | Guatemala-Stad, Guatemala Scheidsrechter: Sundheim (COL) |
| 14 maart 1957 | López 51' |       | 23', 31' De Lanoy 65' Meulens | Guatemala-Stad, Guatemala Scheidsrechter: Sundheim (COL) |

|                 |           |       |                         |                                                              |
| 4 augustus 1957 | Curaçao   | 1 – 2 | Costa Rica              | Willemstad, Curaçao Scheidsrechter: Vincenzo Orlandini (ITA) |
| 4 augustus 1957 | Sambo 21' |       | 53' Cordero 60' Montero | Willemstad, Curaçao Scheidsrechter: Vincenzo Orlandini (ITA) |

De wedstrijd tussen Guatemala en Curaçao werd niet gespeeld. De spelers van Guatemala mochten niet naar de Nederlandse Antillen afreizen. Beide teams konden zich op dat moment ook al niet meer kwalificeren.

### Finaleronde
| Pos | Land       | Wed | Win | Gel | Ver | DV | DT | +/− | Pnt |
| --- | ---------- | --- | --- | --- | --- | -- | -- | --- | --- |
| 1   | Mexico     | 2   | 1   | 1   | 0   | 3  | 1  | +2  | 3   |
| 2   | Costa Rica | 2   | 0   | 1   | 1   | 1  | 3  | –2  | 1   |

|                 |                        |       |            |                                                   |
| 20 oktober 1957 | Mexico                 | 2 – 0 | Costa Rica | Mexico-Stad, Mexico Scheidsrechter: Husband (ENG) |
| 20 oktober 1957 | Belmonte 77' López 86' |       |            | Mexico-Stad, Mexico Scheidsrechter: Husband (ENG) |

|                 |            |       |           |                                                    |
| 27 oktober 1957 | Costa Rica | 1 – 1 | Mexico    | San José, Costa Rica Scheidsrechter: Husband (ENG) |
| 27 oktober 1957 | Soto 32'   |       | 27' López | San José, Costa Rica Scheidsrechter: Husband (ENG) |